# Licoreros de Pampero
Pampero fue un equipo de béisbol profesional venezolano fundado en 1955 que participó en la Liga Venezolana de Béisbol Profesional. Su nombre provenía de la empresa licorera Pampero la cual era su principal auspiciante.
Participa por primera vez en el campeonato 1955-1956 tras adquirir la franquicia Equipo Venezuela una de las cuatro originarías del campeonato profesional venezolano. Alejandro Hernández en representación de Pampero decide vender su franquicia en 1962 y así nacen los Tiburones de La Guaira para disputar la temporada 1962-1963.